# پنسی-ل-زاته
پنسی-ل-زاته (به فرانسوی: Poncey-lès-Athée) یک کمون در فرانسه با جمعیت ۵۴۴ نفر است که در Canton of Auxonne واقع شده‌است.